# Forest Hills Tennis Classic 2007
Il Forest Hills Tennis Classic 2007 è stato un torneo di tennis giocato sul cemento.   
È stata la 4ª edizione del Forest Hills Tennis Classic, che fa parte della categoria Tier IV nell'ambito del WTA Tour 2007. Si è giocato a Forest Hills, New York negli USA,
dal 21 al 25 agosto 2007.

## Campionesse

### Singolare
Gisela Dulko ha battuto in finale  Virginie Razzano con il punteggio di 6–2, 6–2